# Batalha de Oróscopa
A Batalha de Oróscopa foi um confronto travado entre um exército cartaginês de mais de 30 mil homens comandado por Asdrúbal contra uma força númida de tamanho desconhecido liderada pelo rei Massinissa. A batalha ocorreu em 151 a.C. perto da cidade antiga de Oróscopa, em algum lugar no norte da Tunísia moderna, terminando em uma vitória númida.
A Segunda Guerra Púnica entre Cartago e Roma acabara em 201 a.C. e um dos termos de paz proibia que os cartagineses guerreassem sem a permissão do Senado Romano. Massinissa era um aliado de Roma e explorou isso várias vezes para atacar o território cartaginês com impunidade. Cartago reuniu em 151 a.C. um exército de 25,4 mil homens sob Asdrúbal, ignorando o tratado. Esta tropa foi reforçada por 6 mil cavaleiros númidas comandados por dois líderes insatisfeitos.
O exército cartaginês tentou impedir as agressões de Massinissa contra a cidade de Oróscopa. Massinissa conseguiu atrair os cartagineses para uma área de terreno acidentado com pouca água e comida, cercando-os. Os cartagineses achavam que seus oponentes eram apenas tribais não regulamentados e que iriam dispersar, mas Massinissa tinha criado um exército bem disciplinado com um eficiente sistema logístico que foi capaz de fazer os cartagineses passarem fome até se renderem.
Apesar dos termos da rendição, os cartagineses foram atacados e provavelmente a maioria foi morta. Asdrúbal e a maioria de seus oficiais sobreviveram e voltaram para casa, mas ele acabou condenado à morte em uma tentativa de aplacar Roma. Entretanto, facções anticartaginesas em Roma usaram essa ação militar ilícita como pretexto para uma expedição punitiva. Isto provocou a Terceira Guerra Púnica, que terminou em 146 a.C. com a destruição de Cartago.

## Antecedentes

Mapa aproximada da extensão de Cartago e Roma em

Em meados do século II a.C., Roma era a potência dominante na região do Mediterrâneo, e Cartago era uma grande cidade-estado no nordeste do que é hoje a Tunísia moderna. Os romanos se referiam aos cartagineses pela palavra latina púnico (em latim: punicus ou poenicus), que é uma referência à origem fenícia de Cartago. "Púnico" deriva desse uso. Cartago e Roma lutaram na Primeira Guerra Púnica, que durou 23 anos, de 264 a 241 a.C. e a Segunda Guerra Púnica de 17 anos entre 218 e 201 a.C.. Ambas as guerras terminaram com vitórias romanas, a Segunda quando o general romano Cipião Africano derrotou Aníbal, o principal general cartaginês da guerra, na Batalha de Zama, 160 km a sudoeste de Cartago. Africano impôs um tratado de paz aos cartagineses que os privou de seus territórios ultramarinos e alguns de seus territórios africanos. Uma indenização de 10 mil talentos de prata deveria ser paga em 50 anos. Foram feitos reféns e Cartago foi proibida de guerrear fora da África, e na África apenas com a permissão expressa do Senado Romano. Muitos cartagineses seniores queriam rejeitar o tratado, mas Aníbal falou fortemente a seu favor e foi aceito na primavera de 201 a.C.. Doravante ficou claro que Cartago era politicamente subordinada a Roma.

## Prelúdio
No final da Segunda Guerra Púnica, Masinissa, um aliado de Roma, emergiu como o governante mais poderoso entre os númidas, a população indígena que controlava grande parte do que hoje é a Argélia e a Tunísia. Nos 50 anos seguintes, ele repetidamente aproveitou a incapacidade de Cartago de proteger militarmente suas posses, invadindo ou tomando territórios que Cartago havia mantido por muito tempo. Os cartagineses repetidamente pediram reparação a Roma, alegando que Masinissa havia violado o tratado. Roma sempre apoiou Masinissa e se recusou a agir ou dar permissão para Cartago tomar uma ação militar para defender seu território. As apreensões de terras e assentamentos cartagineses por Masinissa tornaram-se cada vez mais flagrantes, estendendo-se às principais cidades e portos importantes.

## Batalha
Em 151 a.C., os númidas mais uma vez invadiram o território que havia sido cartaginês por séculos. Bloquearam a cidade de Oróscopa e devastaram as terras agrícolas ao seu redor. Essa foi uma provocação grande demais para os cartagineses; eles formaram um exército de 25 mil soldados de infantaria e 400 de cavalaria comandados pelo até então não registrado general cartaginês Asdrúbal e, independentemente do tratado, contra-atacaram os númidas. Eles foram reforçados por dois líderes númidas descontentes, Suba e Asásis, com 6 mil cavaleiros adicionais.
Os cartagineses avançaram sobre Oróscopa, venceram várias escaramuças de pequena escala e, na opinião de Asdrúbal, expulsaram os númidas. Insatisfeito com isso, Asdrúbal fez com que o exército cartaginês seguisse os númidas, na esperança de provocá-los para uma batalha decisiva. Os númidas atraíram deliberadamente os cartagineses para uma área difícil, onde as fontes de água eram limitadas e a busca por comida era difícil. Eventualmente, houve uma batalha definida; não está claro se Masinissa escolheu lutar ou foi compelido pelas manobras de Asdrúbal. A luta durou um dia inteiro, mas sem resultado. É possível que a luta consistisse principalmente em ataques e contra-ataques de cavalaria enquanto lançavam dardos uns contra os outros, e esse pequeno combate corpo a corpo ocorreu. A batalha foi supostamente assistida pelo neto adotivo de Africano, Cipião Emiliano, que estava na Numídia para obter elefantes de guerra para o exército romano do aliado de seu avô adotivo.
Asdrúbal retirou seu exército para o topo de uma colina, fortificou seu acampamento e entrou em negociações com Masinissa, usando Emiliano como intermediário. Como os cartagineses não estavam dispostos a entregar Suba e Asásis a Masinissa para punição, as negociações fracassaram. Enquanto isso, os númidas construíram suas próprias fortificações em um amplo círculo ao redor da base da colina em que os cartagineses estavam acampados. Isso impediu os cartagineses de procurar comida, ou mesmo de partir como um exército sem uma luta dura. Asdrúbal não estava disposto a comprometer seu exército com este último, especialmente porque acreditava que o exército da Numídia era uma confederação bárbara frouxa cujas linhas de abastecimento seriam mais esticadas do que as dele. Ele estava convencido de que, sem combate nem pilhagem, eles logo começariam a voltar para casa. Assim, os cartagineses consumiram os suprimentos de comida que tinham com eles, depois abateram e comeram seus animais de carga. Com estes desaparecidos, eles mataram e comeram suas montarias de cavalaria. Sem lenha para queimar para tornar essa dieta mais saborosa, os cartagineses queimaram os componentes de madeira de seus escudos e outros equipamentos.
Durante seu longo reinado, Masinissa criou um exército bem disciplinado com logística mais eficiente do que quando os cartagineses o enfrentaram pela última vez, 50 anos antes. Essa força surpreendeu os cartagineses com sua capacidade de se manter no campo por um período prolongado. Eventualmente, a doença atingiu o acampamento cartaginês e Asdrúbal foi forçado a se render. Foram impostas condições humilhantes, incluindo o pagamento de uma enorme indenização. Enquanto os soldados cartagineses se rendiam, foram atacados pela cavalaria númida liderada pelo filho de Masinissa, Gulussa. Não está claro se isso foi com a conivência de Masinissa. O historiador moderno William Harris sugere que Gulussa foi encorajada pelos romanos neste ataque. As baixas sofridas pelos cartagineses também não são claras: Harris afirma que "muito poucos voltaram para casa", Nigel Bagnall escreve sobre "poucos sobreviventes" e Adrian Goldsworthy que "muitos [foram] abatidos". Todas as fontes concordam que Asdrúbal e a maioria de seus oficiais sobreviveram e retornaram a Cartago. Lá Asdrúbal foi condenado à morte, em uma tentativa de aplacar Roma. Os númidas assumiram os Grandes Campos (em latim: Campi Magni) e a cidade de Tusca (moderna Sers) no que hoje é o noroeste da Tunísia. A luta, a rendição e o massacre provavelmente terminaram no final de 151 a.C..

## Consequências
Cartago havia pago sua indenização a Roma, imposta 50 anos antes no final da Primeira Guerra Púnica, em 151 a.C., e estava prosperando economicamente, mas não era uma ameaça militar para Roma. No entanto, há muito tempo havia uma facção dentro do Senado Romano que desejava tomar uma ação militar contra Cartago. Usando a ação militar ilícita cartaginesa como pretexto, Roma começou a preparar uma expedição punitiva. As embaixadas cartaginesas tentaram negociar com Roma, que respondeu de forma evasiva. A grande cidade portuária norte-africana de Útica, cerca de 55 quilômetros ao norte de Cartago, desertou para Roma em 149 a.C.. Ciente de que o porto de Útica facilitaria muito qualquer ataque a Cartago, o Senado e a Assembleia Popular de Roma declararam guerra a Cartago.
Um grande exército romano desembarcou em Útica. Os cartagineses esperavam apaziguar os romanos, mas apesar dos cartagineses terem entregado todas as suas armas, os romanos continuaram a sitiar a cidade de Cartago, iniciando a Terceira Guerra Púnica. A campanha romana sofreu repetidos reveses ao longo de 149 a.C.. Um novo comandante romano assumiu em 148 a.C., e se saiu igualmente mal. Na eleição anual dos magistrados romanos no início de 147 a.C. Cipião Emiliano foi nomeado cônsul e comandante na África. Cipião apertou o cerco e derrotou uma surtida naval cartaginesa. Ele então liderou uma forte força que invadiu o acampamento do exército de campo de Cartago e forçou a rendição da maioria das vilas e cidades que ainda apoiavam Cartago. Na primavera de 146 a.C. Cipião lançou o ataque final dos romanos e durante seis dias destruiu sistematicamente a cidade e matou seus habitantes. Somente no último dia foram feitos prisioneiros, 50 mil deles, que foram vendidos como escravos. Os antigos territórios cartagineses tornaram-se a província romana da África com Útica como sua capital.